# Чорноріччя
Чоргуна (крим. Çorğuna, Чоргунь, після 1945 року також Чорноріччя) — віддалена частина Севастополя, колишнє село. З 1962 року не має статусу окремого населеного пункту, у складі Балаклавського району Севастопольської міськради.
З 7 вересня 2023 року місцевість передана до Бахчисарайського району Автономної Республіки Крим, однак, вона досі не має статусу окремого населеного пункту.

## Географія
Розташоване на півночі району, приблизно за 5 км на північ від Балаклави. Знаходиться в долині річки Чорної, біля західного кінця Чорноріченського каньйону, при впаданні приток: Ай-Тодор праворуч і Сухої річки — ліворуч. Через село проходить регіональний автошлях Т 0105, найближчий район — Хмельницьке за 1,5 км на південний захід.

## Історія
Це одне з найдавніших поселень на території Севастополя — на його околицях відомі таврські поховання, стоянки епохи бронзи, що належали Кизил-кобінській культурі, знахідки римських часів. За висновками кримського історика та археолога Євгена Веймарна, скіфо-сарматське поселення на місці Чоргуні існувало вже у V столітті.
До Другої світової війни офіційно тут були два населені пункти: Верхній Чоргунь і Нижній Чоргунь. Після депортації кримських татар село було перейменовано на Чорноріччя. У селі є два відомі об'єкти, що приваблюють туристів — це середньовічна вежа та недобудований залізничний міст.